# Rudolph Kysaeus
Rudolph Kysaeus (* 4. Juni 1817 in Bonn; † 8. November 1873 in Burgsteinfurt) war ein deutscher Astronom.

## Leben und Werk
Nach seinem Studium in Bonn wurde er für ein Jahr Gehilfe an der Sternwarte. Von 1841 bis 1842 war er Probekandidat, ging dann als Hilfslehrer an das Siegener Gymnasium und wurde dort 1845 ordentlicher Lehrer, 1853 schließlich zweiter Oberlehrer. 1858 ging er als dritter Oberlehrer an das Gymnasium Burgsteinfurt und erhielt im Jahr darauf wieder die zweite Stelle im Kollegium.
Kysaeus unterstützte Friedrich Wilhelm August Argelander bei seinen Zonenbeobachtungen und veröffentlichte in den Jahrgängen 1839–41 der Annalen der Bonner Sternwarte eigene Beobachtungen und Berechnungen. Im Siegener Programm für 1846 bestimmte er die Rotationselemente der Sonne mittels eines neuen Verfahrens. Die Abhandlung „Ueber die Anwendung und Bedeutung der Zahlen in der Geometrie“ enthält eine Ausarbeitung der gaußschen Ansichten über das Imaginäre.

## Werke (in Auswahl)
- Ueber die Anwendung und Bedeutung der Zahlen in der Geometrie, Siegen 1850.
- Einige Sätze aus der niederen Analysis, 1859 Digitalisat
- Der 31. Satz im sechsten Buche der Elemente des Euklid, 1864 Digitalisat